# 哈里森鎮區 (格里利縣)
哈里森鎮區（英語：Harrison Township）為位在美國堪薩斯州格里利縣的鎮區。2000年美国人口普查中該鎮區人口有107人。

## 地理
哈里森鎮區涵蓋面積510.5平方（197.1平方英里），境內無城鎮設立。

### 墓園
根據美國地質調查局的資料，此鎮區僅有1座墓園：
- 格里利縣墓園（Greely County Cemetery）

### 機場
- 特里比恩市立機場（Tribune Municipal Airport）

## 外部連結
- US-Counties.com
- City-Data.com（页面存档备份，存于）